# Miriștea, Constanța
Miriștea este un sat în comuna Mereni din județul Constanța, Dobrogea, România. Se află în partea central-sudică a județului,  în Podișul Cobadin. La recensământul din 2002 avea o populație de 31 locuitori. În trecut s-a numit Edilköy/Edilchioi.